# Nomzamo Mbatha
Nomzamo Nxumalo Mbatha (13 de julio de 1990) es una actriz sudafricana.

## Primeros años
Nomzamo Mbatha nació en 1990 en KwaMashu, una localidad cercana a Durban.
Ingresó en la Escuela Primaria Sihlezi en KwaMhlanga y en la Secundaria Bechet. En 2018 obtuvo un grado en contaduría en la Universidad de Ciudad del Cabo.

## Carrera
Mbatha inició su carrera como actriz en 2012. Tres años después protagonizó dos exitosas series de televisión en su país, "Tell Me Sweet Something" y "Umlilo". También en 2015 se convirtió en la presentadora del programa de viajes "Holiday Swap", en la cadena South African Broadcasting Corporation.
Obtuvo una nominación en los Premios de la Academia del Cine Africano por interpretar el papel de "Moratiwa" en Tell Me Sweet Something (2015).